# Martin Bergau
Martin Bergau (* 17. Dezember 1928 in Sorgenau,  Samland; † 8. Januar 2020 in Heimsheim) war ein deutscher Zeitzeuge und Schriftsteller.

## Leben
Martin Bergau wurde 1928 in Sorgenau, einem Fischerdorf an der Bernsteinküste, geboren. In der Jugend war er ein begeisterter Modellbauer und absolvierte an der Segelflugschule eine Ausbildung zum Segelflieger. Im Zweiten Weltkrieg wurde er zunächst als Luftwaffenhelfer in Königsberg eingesetzt. Im Anschluss hat er die Ausbildung zum Kampfpiloten bestanden, wurde jedoch zum Bodenpersonal abkommandiert und als Wachposten in ein Exekutionskommando eingeteilt. Ende Januar 1945 wurde er als Hitlerjunge in Palmnicken Zeitzeuge des Massakers von Palmnicken an 3000 Juden. Kurz darauf geriet er in sowjetische Kriegsgefangenschaft und wurde als Zwangsarbeiter in Segescha eingesetzt. Nach der Entlassung aus dem Arbeitslager war er in der Bundesrepublik als Handwerker und technischer Angestellter tätig.
Martin Bergau debütierte als Buchautor 1994 mit dem Erlebnisbericht Der Junge von der Bernsteinküste. Es folgten ein Jugendbuch und weitere Erlebnisberichte.

## Publikationen
- Der Junge von der Bernsteinküste. Erlebte Zeitgeschichte 1938–1948. Erlebnisbericht. Heidelberger Verlagsanstalt, Heidelberg 1994, ISBN 978-3-89426-068-2. → Neuauflage 2012; ISBN 978-3-86215-121-9.
- Die Fliege im Bernstein erzählt. Von Immanuel Kant inspiriert. Jugendbuch. Deutsche Literaturgesellschaft, Berlin 2011, ISBN 978-3-86215-097-7.
- Im Dunstkreis des Untergangs. Das Menschliche ist gleich im Urgrund aller Kulturen! Erlebnisbericht, Deutsche Literaturgesellschaft, Berlin 2013, ISBN 978-3-86215-291-9.
- als Mitautor: Todesmarsch zur Bernsteinküste. Das Massaker an Juden im ostpreußischen Palmnicken im Januar 1945. Zeitzeugen erinnern sich. Erlebnisbericht. Winter, Heidelberg 2006, ISBN 978-3-8253-5201-1.